# Thorelliola ensifera
Thorelliola ensifera là một loài nhện trong họ Salticidae.
Loài này thuộc chi Thorelliola. Thorelliola ensifera được Tord Tamerlan Teodor Thorell miêu tả năm 1877.